# Yby Yaú
Yby Yaú, scritto anche nella forma Yby Ya'ú, è un centro abitato del Paraguay, situato nel dipartimento di Concepción; la località forma uno degli 8 distretti del dipartimento.

## Popolazione
Al censimento del 2002 Yby Yaú contava una popolazione urbana di 3.331 abitanti (19.764 nell'intero distretto).

## Caratteristiche
Yby Yaú è stata elevata al rango di distretto tramite la legge nº 1.100 del 20 dicembre 1984.